# It's Too Late to Stop Now
| 전문가 평가                   | 전문가 평가 |
| 평가 점수                     | 평가 점수   |
| 출처                          | 점수        |
| ----------------------------- | ----------- |
| AllMusic                      | [ 1 ]       |
| American Songwriter           | [ 2 ]       |
| Christgau's Record Guide      | A           |
| Creem                         | A−          |
| Encyclopedia of Popular Music | [ 5 ]       |
| MusicHound Rock               | 4/5         |
| Q                             | [ 7 ]       |
| Record Collector              | [ 7 ]       |
| The Rolling Stone Album Guide | [ 8 ]       |
| Tom Hull                      | A           |

《It's Too Late to Stop Now》는 북아일랜드의 싱어송라이터 밴 모리슨의 1974년 라이브 더블 음반이다. 1973년 5월부터 7월까지 모리슨이 11인조 밴드 칼레도니아 소울 오케스트라와 3개월간 투어를 하는 동안 캘리포니아주 로스앤젤레스의 트루바두르, 샌타모니카 시빅 오디토리움, 런던의 레인보우 극장에서 녹음된 공연들을 특징으로 한다. 종종 최고의 라이브 음반 중 하나로 명명되는 《It's Too Late to Stop Now》는 종종 라이브 연주자로서 그 가수의 가장 위대한 단계라고 말해지는 동안 녹음되었다.
이 음반의 볼륨 II, III, IV는 DVD를 포함한 박스 세트로 2016년에 발매되었다.

## 투어 및 공연
경박하고 변덕스러운 라이브 연주자로 유명한 모리슨은 1973년 이 짧은 기간 동안 몇 년 동안 가장 부지런한 투어를 했다. 호른과 현악 부분을 포함한 그의 11인조 밴드 칼레도니아 소울 오케스트라와 함께, 그는 종종 라이브 공연의 절정에 있었다고 말해왔다. 이 투어는 밴 모리슨과 밴드 모두에게 역동적인 음악 여행이었다. "그는 자신을 반복하려고 하지 않았고, 그는 매일 밤 새로운 쇼를 만들고 싶었습니다"라고 제프 라베스는 말했다.  밴은 공연할 때마다 그의 표현을 바꾸고 무대에서 손동작으로 밴드를 지휘할 것이다. 기타리스트 존 플라타니아는 "우리는 밴이 원하는 곳 어디든 노래를 가져갈 수 있었다"며 "각 노래의 모든 연주가 달랐다"고 말했다. 2016년 박스 세트의 다양한 볼륨에 있는 노래들의 번갈아 녹음은 그의 주장을 증명한다.
모리슨은 이 기간 동안 투어에 대해 다음과 같이 말했다.
"저는 공연에 점점 더 빠져들고 있어요. 믿을 수 없어요. 가을에 카네기 홀에서 연주할 때 무슨 일이 있었어요. 갑자기 '공연에 다시 빠져들었구나'라는 생각이 들더니 그냥 그렇게 됐어요. 과거에 저는 많은 시간 동안 공연을 했고 그것들을 통과하는 것은 힘들었습니다. 하지만 지금은 조합이 맞는 것 같고 클릭을 많이 하고 있습니다.""

## 제작
《It's Too Late to Stop Now》는 현악기 연주자가 있는 최초의 라이브 음반 중 하나로 여겨진다.  이 음반은 1973년 5월 24일부터 27일까지 로스앤젤레스의 트루바두르와 샌타모니카 시빅 오디토리엄에서 열린 두 차례의 캘리포니아주 공연과 1973년 7월 23일부터 24일까지 레인보우 극장에서 열린 런던 공연에서 녹음되었다.
대부분의 라이브 록 음반과 달리 모리슨이 허용한 스튜디오 오버더빙은 없었다. 모리슨은 "사람들은 라이브 음반을 자르고 스튜디오로 가져가서 약 1년 동안 연주하지만, 이번 음반은 일어난 그대로다"라고 말했다. 모리슨은 라이브 공연을 선보이면서 자신의 정통성 개념을 엄격하게 고수했다. 베이시스트 데이비드 헤이스는 "돌아가서 고치는 것은 흔한 일이지만 밴과 함께 하는 것은 아니다"라며 "그것이 역대 최고 중 하나로 만드는 것이라고 생각한다"고 말했다. 모리슨의 음악적 완벽주의는 기타 음표 하나가 틀려 원래 음반에 인기곡 〈Moondance〉를 포함시키지 못하게 했다. 2016년, 이 노래의 라이브 녹음이 볼륨 II의 일부로 공개되었다.

## 곡 목록
모든 곡들은 특별한 언급이 없는 한 밴 모리슨에 의해 작사/작곡하였다.
| #  | 제목                         | 작사·작곡 | 재생 시간 |
| -- | ---------------------------- | --------- | --------- |
| 1. | 〈Ain't Nothin' You Can Do〉 | 조 스콧   | 3:44      |
| 2. | 〈Warm Love〉                |           | 3:04      |
| 3. | 〈Into the Mystic〉          |           | 4:33      |
| 4. | 〈These Dreams of You〉      |           | 3:37      |
| 5. | 〈I Believe to My Soul〉     | 레이 찰스 | 4:09      |

| #  | 제목                                | 작사·작곡                                    | 재생 시간 |
| -- | ----------------------------------- | -------------------------------------------- | --------- |
| 1. | 〈I've Been Working〉               |                                              | 3:56      |
| 2. | 〈Help Me〉                         | 소니 보이 윌리엄슨 2세, 랄프 배스, 윌리 딕슨 | 3:25      |
| 3. | 〈Wild Children〉                   |                                              | 5:04      |
| 4. | 〈Domino〉                          |                                              | 4:48      |
| 5. | 〈I Just Want to Make Love to You〉 | 딕슨                                         | 5:16      |

| #  | 제목                                | 작사·작곡    | 재생 시간 |
| -- | ----------------------------------- | ------------ | --------- |
| 1. | 〈Bring It On Home to Me〉          | 샘 쿡        | 4:42      |
| 2. | 〈Saint Dominic's Preview〉         |              | 6:18      |
| 3. | 〈Take Your Hand Out of My Pocket〉 | 윌리엄슨 2세 | 4:04      |
| 4. | 〈Listen to the Lion〉              |              | 8:43      |

| #  | 제목                     | 작사·작곡 | 재생 시간 |
| -- | ------------------------ | --------- | --------- |
| 1. | 〈Here Comes the Night〉 | 버트 번스 | 3:14      |
| 2. | 〈Gloria〉               |           | 4:16      |
| 3. | 〈Caravan〉              |           | 9:20      |
| 4. | 〈Cyprus Avenue〉        |           | 10:20     |

| #  | 제목                | 재생 시간 |
| -- | ------------------- | --------- |
| 9. | 〈Brown Eyed Girl〉 | 3:24      |